# Państwowe Liceum Pedagogiczne w Suwałkach
Państwowe Liceum Pedagogiczne w Suwałkach – liceum pedagogiczne utworzone latem 1945 roku w Suwałkach w budynku dawnej carskiej Rządowej Szkoły Żeńskiej (w okresie 1918-1939 Żeńskie Gimnazjum i Liceum Ogólnokształcące im. Marii Konopnickiej). Pierwszym dyrektorem został Nikodem Jośkiewicz. Od 1946 roku działał przy szkole internat.
W 1950 roku Liceum Pedagogiczne zostało przeniesione od Augustowa (gdzie funkcjonowało do 1966 roku) a w budynku po nim zlokalizowano Szkołę Podstawową nr 5. Obecnie budynek zajmuje Szkoła Podstawowa nr 9 im. Władysława Puchalskiego.